# Phylidonyris
Phylidonyris – rodzaj ptaków z rodziny miodojadów (Meliphagidae).

## Zasięg występowania
Rodzaj obejmuje gatunki występujące w Australii (wraz z Tasmanią i innymi sąsiednimi wyspami).

## Morfologia
Długość ciała 14–20 cm; masa ciała 10–29 g (samce są nieco cięższe od samic).

## Systematyka

### Etymologia
- Meliphaga: gr. μελι meli, μελιτος melitos „miód”; -φαγος -phago „jedzący”, od φαγειν phagein „jeść”[10]. Typ nomenklatoryczny: Certhia novaehollandiae Latham, 1790.
- Phylidonyris (Philedonyris): zbitka wyrazowa francuskiej nazwy Phylédon lub Philédon oznaczającej „miodojada” oraz nazwy rodzajowej Cinnyris Cuvier, 1816 (nektarnik)[11].
- Meliornis: gr. μελι meli, μελιτος melitos „miód”; ορνις ornis, ορνιθος ornithos „ptak”[12]. Typ nomenklatoryczny: Certhia novaehollandiae Latham, 1790.
- Melisympotes: gr. μελι meli, μελιτος melitos „miód”; συμποτης sumpotēs „współbiesiadnik, gość na uczcie”, od συμποσιαζω sumposiazō „pić, ucztować razem”[13]. Typ nomenklatoryczny: Certhia australasiana Shaw, 1812 (= Certhia pyrrhoptera Latham, 1801).
- Purnellornis: Herbert A. Purnell (1884–1962), australijski owolog, kolekcjoner; gr. ορνις ornis, ορνιθος ornithos „ptak”[14]. Typ nomenklatoryczny: Certhia nigra Bechstein, 1811.

### Podział systematyczny
Do rodzaju należą następujące gatunki:
- Phylidonyris pyrrhopterus (Latham, 1801) – miodaczek złotoskrzydły
- Phylidonyris novaehollandiae (Latham, 1790) – miodaczek białouchy
- Phylidonyris niger (Bechstein, 1811) – miodaczek białolicy